# Дробемёт
Дробемёт — аппарат для создания направленного потока абразива при дробемётной или дробеструйной обработке поверхности. По принципу действия делятся на пневматические — использующие энергию сжатого воздуха (также наз. дробеструйный/пескоструйный аппарат) и механические, в которых поток дроби разгоняется специальным центробежным колесом (дробемётный аппарат, также называется ротором или турбиной).
Дробеструйные аппараты применяются при обработке изделий со сложной поверхностью, металлоконструкций в условиях стройплощадки, при ремонтных работах. Производительность ручного дробеструйного аппарата по выбросу дроби — до 30 кг/мин.
Дробемётные аппараты применяются в основном в стационарных высокопроизводительных установках, производительность по выбросу дроби — до 1000 кг/мин.